# ローマ・イタリア放送交響楽団
ローマ・イタリア放送交響楽団（伊: Orchestra Sinfonica della RAI Roma）は、イタリアのローマを本拠地として、イタリア放送協会（RAI）に所属していた放送オーケストラ。

## 沿革
1936年にRAIがフェルナンド・プレヴィターリを初代首席指揮者として設立した。歴代指揮者にはペーター・マークやジャンルイジ・ジェルメッティなどを擁した。
1994年にRAIのインフラ整備に伴い、RAI国立交響楽団に吸収合併される形で消滅した。

## 歴代の首席指揮者
- フェルナンド・プレヴィターリ （1936年 - 1953年）
- フェルッチョ・スカーリア （1959年 - 1965年）
- マッシモ・フレッチャ （1959年 - 1965年） -  スカーリアと共同
- アルマンド・ラ・ローザ＝パローディ （1965年 - 1977年）
- トーマス・シッパーズ （1977年）
- ペーター・マーク （1978年 - 1979年）
- イェジー・セムコフ （1979年 - 1982年）
- ジャンルイジ・ジェルメッティ （1982年 - 1984年）
- ガブリエーレ・フェッロ （1988年 - 1990年）
- パオロ・オルミ （1990年 - 1994年）

## 註
1. ↑  catalogue.bnf.fr